# Baradères
Baradères (Haitianisch-Kreolisch Baradè) ist eine Gemeinde im Département Nippes von Haiti und Hauptort des Arrondissement Baradères.

## Geschichte
Die heutige Gemeinde Baradères geht auf die Gründung der Kirchengemeinde St. Pierre im Jahr 1872 zurück.
Als Mitte der 1870er Jahre General Michel Domingue Präsident Haitis war und er ebenso wie sein Neffe, der Vizepräsident Rameau, durch Habsucht und Erpressung allgemeine Unzufriedenheit erregte, kam es 1876 zu einem Aufstand und der Wahl von General Pierre Théoma Boisrond-Canal zum Präsidenten. Baradères war nach Croix-des-Bouquets die zweite Gemeinde, die sich gegen Domingue und Rameau erhob.
Die Stabilisierungsmission der Vereinten Nationen MINUSTAH errichtete im Jahr 2012 ein neues Rathaus der Gemeinde.
Im Herbst des Jahres 2016 wurde die Gemeinde von Hurrikan Matthew schwer getroffen.
Ein Erdbeben der Stärke 7,2 erschütterte den Süden Haitis am 14. August 2021. Es verursachte auch in Baradères erhebliche Schäden.
Die Krise in Haiti seit 2018 führte in Baradères dazu, dass kriminelle Banden die Gemeinde wochenlang unter ihrer Kontrolle brachten.

## Lage und Beschreibung
Neben dem Stadtzentrum Ville de Baradères bestehen fünf ländliche Gemeindebezirke, von denen der erste und der fünfte an der Küste der Baie des Baradères im Canal de Sud des Golfe de la Gonâve liegen:
1. Gérin (oder Mouton),
2. Tet Dlo,
3. Fond-Tortue,
4. Le Plain sowie
5. Rivière-Salée.

Durch das Gebiet der Gemeinde führt die Route Départementale RD-204, die im Zentrum der Gemeinde, der Ville de Baradères, endet und in südlicher Richtung bei dem Ort Bonne Fin auf die RD-24 trifft. Diese führt weiterhin südlich nach Cavaillon, wo die Route Nationale RN-2 verläuft. Nach Bonne Fin sind es 21 Kilometer, nach Cavaillon insgesamt 35 Kilometer.
Die Wirtschaft basiert vollständig auf Subsistenzlandwirtschaft.
Der die Gemeinde durchziehende Fluss Rivière des Baradères bietet einen viel genutzten Verkehrsweg mit Booten, birgt jedoch auch die latente Gefahr von schwerwiegenden Überschwemmungen.
Seit dem 7. April 2017 ist das Feuchtgebiet um Baradères („Aires protégées de ressources naturelles gérées de Baradères-Cayemites“) geschützt, da es über eine besondere Biodiversität verfügt. Die Mangrovenwälder verfügen über Korallen und die beiden Reptilienarten Amphisbaena caudalis und Amphisbaena caymite, die nur hier zu finden sind. Der ebenfalls hier heimische Schwarzscheitelpalmen Tangar ist der einzige endemische Vogel Haitis.